# RAW (файловая система)
RAW (в операционных системах линейки Microsoft Windows NT) — обозначение для неопределённой файловой системы тома.
Компонента RAWFS существует и встроена в само ядро, но единственное назначение этой компоненты — ответить на запросы от приложений о размере тома и имени файловой системы.
Фактически файловой системы RAW не существует, и определение файловой системы раздела как RAW на практике означает, что ни одним из установленных в операционной системе драйверов файловых систем не было распознано имя файловой системы диска в разделе (ни как известная для ОС FAT, FAT32 ни как NTFS) вследствие того, что:
- диск (том) не отформатирован - чаще всего для новых флешек/дисков;
- нет корректного доступа к содержимому диска (тому);
- повреждена структура файловой системы.

Если файловая система диска опознаётся как RAW, чтение данных, присвоение метки тома и другие операции с этим разделом (например, дефрагментация или проверка на наличие ошибок) становятся невозможны. При этом операционная система отображает размер раздела и при обращении к нему предлагает его отформатировать.

## Возможные причины
Повреждения структуры файловой системы происходят в результате сбоев в работе компьютера или программ, а также вследствие деятельности различного рода вредоносных программ. Можно выделить следующие повреждения:
- неправильные значения для раздела в таблице разделов;
- частичные разрушения в загрузочном секторе файловой системы;
- разрушения в области главной файловой таблицы MFT (для файловой системы NTFS);
- проблемы с драйверами на периферийные устройства (USB-флешки, док-станции);
- Незапланированное отключение компьютера, например, в момент отключения электропитания или синего экрана;
- Проблемы на физическом оборудовании;
- во время форматирования раздела файловая система может отображаться как RAW.

Одной из возможных причин является запись в загрузочный сектор или в MFT ошибочных данных. В случае, если большая часть структур файловой системы осталась нетронутой, велика вероятность восстановления файловой системы.
В случае порчи информации о разделе могут быть применены программы, умеющие восстанавливать разделы, например GetDataBack, TestDisk, PhotoRec, AOMEI Partition Assistant Professional, DMDE, или другие (см. Программы для восстановления данных)
Кроме всего сказанного, файловая система RAW может обозначать реально существующий том, отформатированный другой операционной или аппаратной системой и при этом содержащий какие-либо данные. Например, это может быть диск с видеорегистратора. Другой пример: в результате шифрования тома (например с помощью ПО True Crypt) операционная система определяет файловую систему тома как RAW.

## Вариант восстановления
Запустить командную строку от имени администратора, выполнить команду chkdsk X: /f   где X - буква повреждённого раздела диска. chkdsk не работает с RAW-форматом, который был изначально, например, создан на диске из массива систем хранения данных, chkdsk сможет отремонтировать носители, у которых до этого была файловая система NTFS или FAT.
При этом важно понимать, что системные утилиты, такие как chkdsk, предназначены, в первую очередь, для приведения файловой системы в рабочее состояние, а не для восстановления данных пользователя. Поэтому в некоторых случаях запуск таких утилит может приводить к значительной потере исходной информации. Так, например, в случае ошибочного занижения объема тома NTFS в параметрах бутсектора утилита chkdsk удалит все ссылки, выходящие за пределы указанного объема, все затронутые файлы станут пустыми.